# Космос-11
Космос-11 — советский космический спутник, запущенный в 1962 году для демонстрации новых спутниковых технологий СССР. Также известен под названием «ДС-А1 № 1». Аппарат является одиннадцатым спутником программы «Космос», и четвёртым космический аппаратом типа ДС успешно достигшим орбиты Земли, после Космоса-1, Космоса-6 и Космоса-8. Главной задачей спутника было тестирование новых разработок и технологий для будущих советских военных спутников.
Аппарат был запущен на борту ракеты-носителя Космос-2 63С1, для которой этот полет стал девятым. Запуск был произведен 20 октября 1962 года в 04:00 GMT с пусковой площадки Маяк-2 стартового комплекса на полигоне Капустин Яр.
Космос-11 был помещен на низкую околоземную орбиту с перигеем в 240 километров (150 миль), апогеем в 858 километров (533 мили), наклоном в 48,9 градусов, и орбитальным периодом в 95,6 минут. Прекратил свою работу спутник 18 мая 1964 года. Космос-11 был первым аппаратом из семи спутников серии ДС-А1. Следующим запуском аппарата типа ДС-А1 после Космоса-11 был запуск Космоса-17, в мае 1963 года.